# ACR Messina
Associazioni Calcio Riunite Messina, zkráceně jen Messina je italský fotbalový klub hrající v sezóně 2024/25 ve 3. italské fotbalové lize sídlící ve městě Messina v regionu Sicílie.
Klub byl založen v roce 1. prosince 1900 jako Messina Football Club. Jenže za více než 120 letou historii se klub pětkrát založil znovu, kvůli bankrotu. Současný fotbalový klub se založil 26. července 2017 a o dva roky dokončilo nákup historické značky Associazioni Calcio Riunite Messina.
Nejlepšího umístění v Serii A je 7. místo ze sezony 2004/05 a mohly hrát i Pohár Intertoto, jenže UEFA jim neudělila licenci. Celkem v Serii A odehrály pět sezon.

## Změny názvu klubu
- 1900/01 – 1909/10 – Messina FC (Messina Football Club)
- 1910/11 – 1918/19 – SG Garibaldi (Società Ginnastica Garibaldi)
- 1919/20 – 1921/22 – US Messinese (Unione Sportiva Messinese)
- 1922/23 – 1923/24 – Messina FC (Messina Football Club)
- 1924/25 – 1927/28 – US Messinese (Unione Sportiva Messinese)
- 1928/29 – 1941/42 – AC Messina (Associazioni Calcio Messina)
- 1942/43 – 1944/45 – US Mario Passamonte (Unione Sportiva Mario Passamonte)
- 1945/46 – AS Messina (Associazione Sportiva Messina)
- 1946/47 – AC Messina (Associazioni Calcio Messina)
- 1947/48 – 1992/93 – ACR Messina (Associazioni Calcio Riunite Messina)
- 1993/94 – 1996/97 – AS Messina (Associazione Sportiva Messina)
- 1997/98 – 2008/09 – FC Messina Peloro (Football Club Messina Peloro)
- 2009/10 – 2013/14 – ACR Messina (Associazione Calcio Rinascita Messina)
- 2014/15 – 2016/17 – ACR Messina 1947 (Associazioni Calcio Riunite Messina 1947)
- 2017/18 – 2018/19 – ACR Messina (Associazione Calcio Rilancio Messina)
- 2019/20 – ACR Messina (Associazioni Calcio Riunite Messina)

## Získané trofeje

### Vyhrané domácí soutěže
- 2. italská liga ( 1x )

1962/63
- 3. italská liga ( 1x )

1985/86
- 4. italská liga ( 5x )

1973/74, 1982/83, 1999/00, 2013/14, 2020/21

## Historie
Klub byl založen v roce 1. prosince 1900 jako Messina Football Club. Zakládající členové byli Angličané, ale také Alfredo Marangolo a Giulio Arena Ainis. Předsedou byl zvolen, anglický rejdař Walter F. Becker. První utkání fotbalového klubu se odehrálo 18. dubna 1901 proti Anglo Panormitan Athletic and Football Club (nyní Palermo). Zápas skončil prohrou 2:3. První sezonu ve vrcholné lize odehrály až 1921/22.
V roce 1945 byl znovu založen pod názvem AS Messina a za rok se spojil s AC Gazzi. Za rok byl znovu sloučen s klubem US Giostra a vytvořil se klub ACR Messina. Pod tímhle názvem se klub dostal do nejvyšší ligy v sezoně 1963/64. V roce 1993 klub nedostal licenci na hraní profesionální ligy. A tak byl vytvořen klub nový AS Messina. Začali hrát v regionální lize a v sezoně 1997/98 se spojil s US Peloro a vznikl nový klub Football Club Messina Peloro. Bankrot přišel v roce 2008 kvůli neudělení licence. V roce 2017 přišel další bankrot. Poté Pietro a Matteo Sciotto založily klub nový Associazione Calcio Rilancio Messina a začaly hrát v Serii D. O dva roky později dokončily nákup historické značky Associazioni Calcio Riunite Messina. Sezonu 2020/21 vyhrál svou skupinu a postoupilo tak do třetí ligy.

## Účast v ligách
| Úroveň soutěže | Název soutěže (nynější název) | První hraná sezona | Poslední hraná sezona | celkem odehraných sezon |
| -------------- | ----------------------------- | ------------------ | --------------------- | ----------------------- |
| 1              | Serie A                       | 1921/22            | 2006/07               | 10                      |
| 2              | Serie B                       | 1928/29            | 2007/08               | 33                      |
| 3              | Serie C                       | 1926/27            | 2024/25               | 33                      |
| 4              | Serie D                       | 1973/74            | 2020/21               | 14                      |
| 5              | Eccellenza                    | 1993/94            | 2012/13               | 10                      |

Historická tabulka Serie A od sezony 1929/30 do 2023/24.
| Celkové místo | Odehraných sezon | Celkem bodů | Celkem zápasů | Celkem výher | Celkem remíz | Celkem proher | Celkové skore |
| ------------- | ---------------- | ----------- | ------------- | ------------ | ------------ | ------------- | ------------- |
| 51            | 5                | 155         | 182           | 39           | 54           | 89            | 165:270       |

## Fotbalisté

### Historické statistiky
| Počet utkání | Počet utkání        | Počet utkání |  | Počet branek | Počet branek        | Počet branek |
| Pořadí       | Jméno               | Počet        |  | Pořadí       | Jméno               | Počet        |
| 1.           | Salvatore Schillaci | 256          |  | 1.           | Renato Ferretti     | 92           |
| 2.           | Angelo Stucchi      | 245          |  | 2.           | Salvatore Schillaci | 77           |
| 3.           | Carmine Coppola     | 214          |  | 3.           | Arturo Di Napoli    | 66           |
| 4.           | Nicolò Napoli       | 208          |  | 4.           | Giorgio Corona      | 58           |
| 5.           | Costantino Lo Bosco | 201          |  | 5.           | Giovanni Corallo    | 58           |

### Rekordní přestupy
| Nákup  | Nákup             | Nákup     | Nákup    | Nákup           |  | Prodej | Prodej              | Prodej    | Prodej   | Prodej          |
| Pořadí | Jméno             | sezona    | klub     | částka          |  | Pořadí | Jméno               | sezona    | klub     | částka          |
| 1.     | Salvatore Aconica | 2003/2004 | Ascoli   | 0,770 mil. Euro |  | 1.     | Salvatore Schillaci | 1989/1990 | Juventus | 3 mil. Euro     |
| 2.     | Angelo Rea        | 2006/2007 | Cesena   | 0,5 mil. Euro   |  | 2.     | Marco Storari       | 2006/2007 | Milán    | 0,850 mil. Euro |
| 3.     | Rafael            | 2004/2005 | Flamengo | 0,5 mil. Euro   |  | 3.     | Christian Riganó    | 2015/2016 | Levante  | 0,8 mil. Euro   |

### Na velkých turnajích

#### Účastníci Mistrovství světa
- Marco André Zoro (MS 2006)
- Rahman Rezaei (MS 2006)

#### Účastník Afrického poháru národů
- Marco André Zoro (APN 2006)

## Česká stopa

### Trenér
- Zdeněk Zeman (1988/89)